# Xã Cavalier, Quận Pembina, Bắc Dakota
Xã Cavalier (tiếng Anh: Cavalier Township) là một xã thuộc quận Pembina, tiểu bang Bắc Dakota, Hoa Kỳ. Năm 2010, dân số của xã này là 588 người.